# Josef Wenig
Josef Wenig (né le 12 février 1885 à Staňkov et décédé le 8 septembre 1939 à Prague) est un peintre, illustrateur, scénographe et costumier tchécoslovaque.

## Biographie
Il est issu d'une famille d'enseignants et de chefs d'établissement de Staňkov. Son frère Adolf Wenig (cs) était écrivain et son oncle František Adolf Šubert (cs) dramaturge.
Devenue veuve, sa mère dut déménager à Prague avec son frère František Adolf Šubert. Après avoir étudié les beaux-arts avec notamment comme professeur Emanuel Krescenc Liška (cs), il fut introduit par son oncle au théâtre de Vinohrady, point de départ d'une longue carrière de scénographe durant laquelle il multiplia les collaborations.

## Galerie
Théâtre

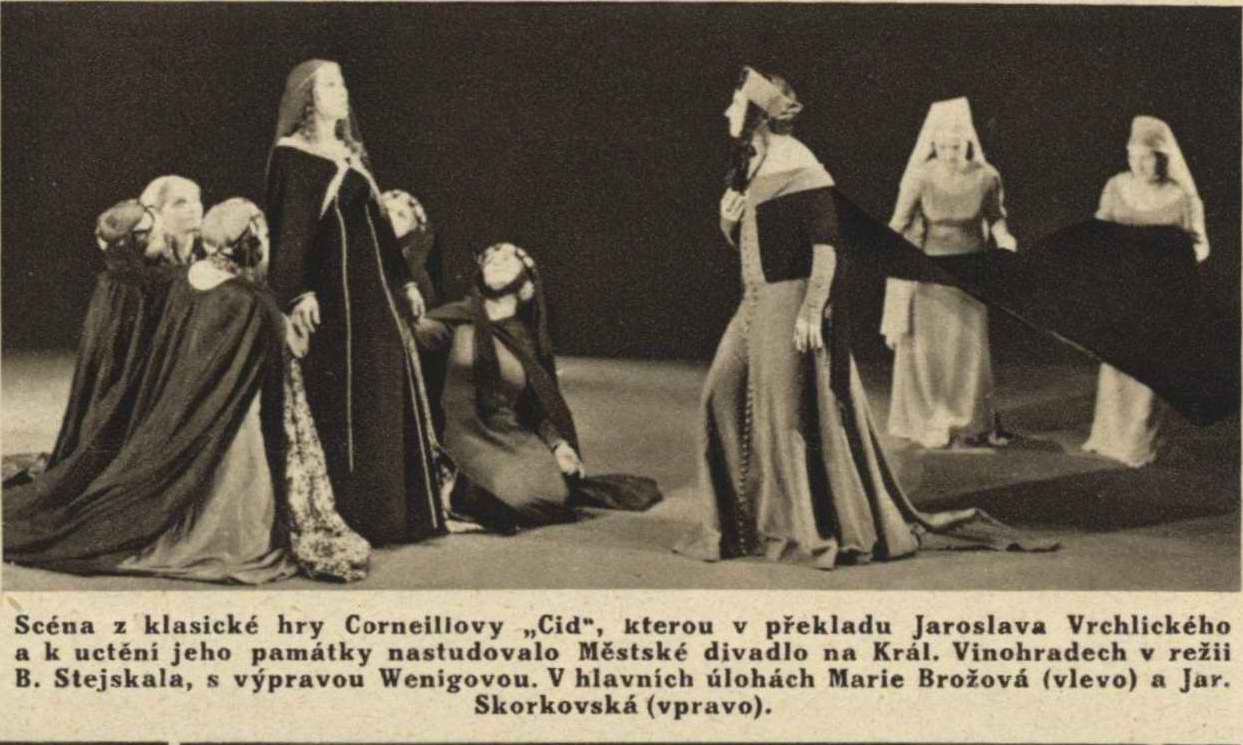
Mise en scène du Cid à laquelle contribua Josef Wenig. Pestrý týden, 2 octobre 1937.
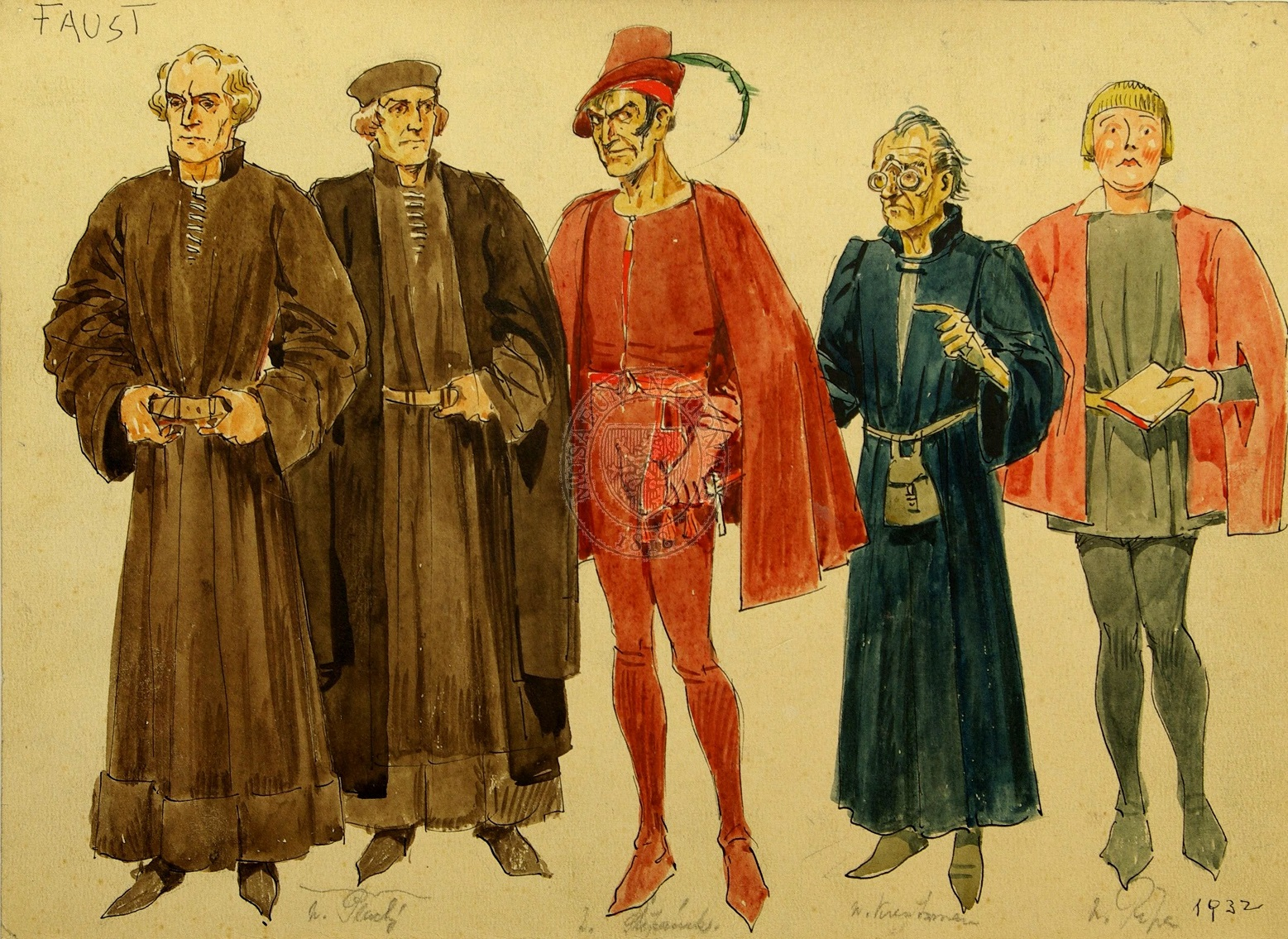
Croquis de costumes
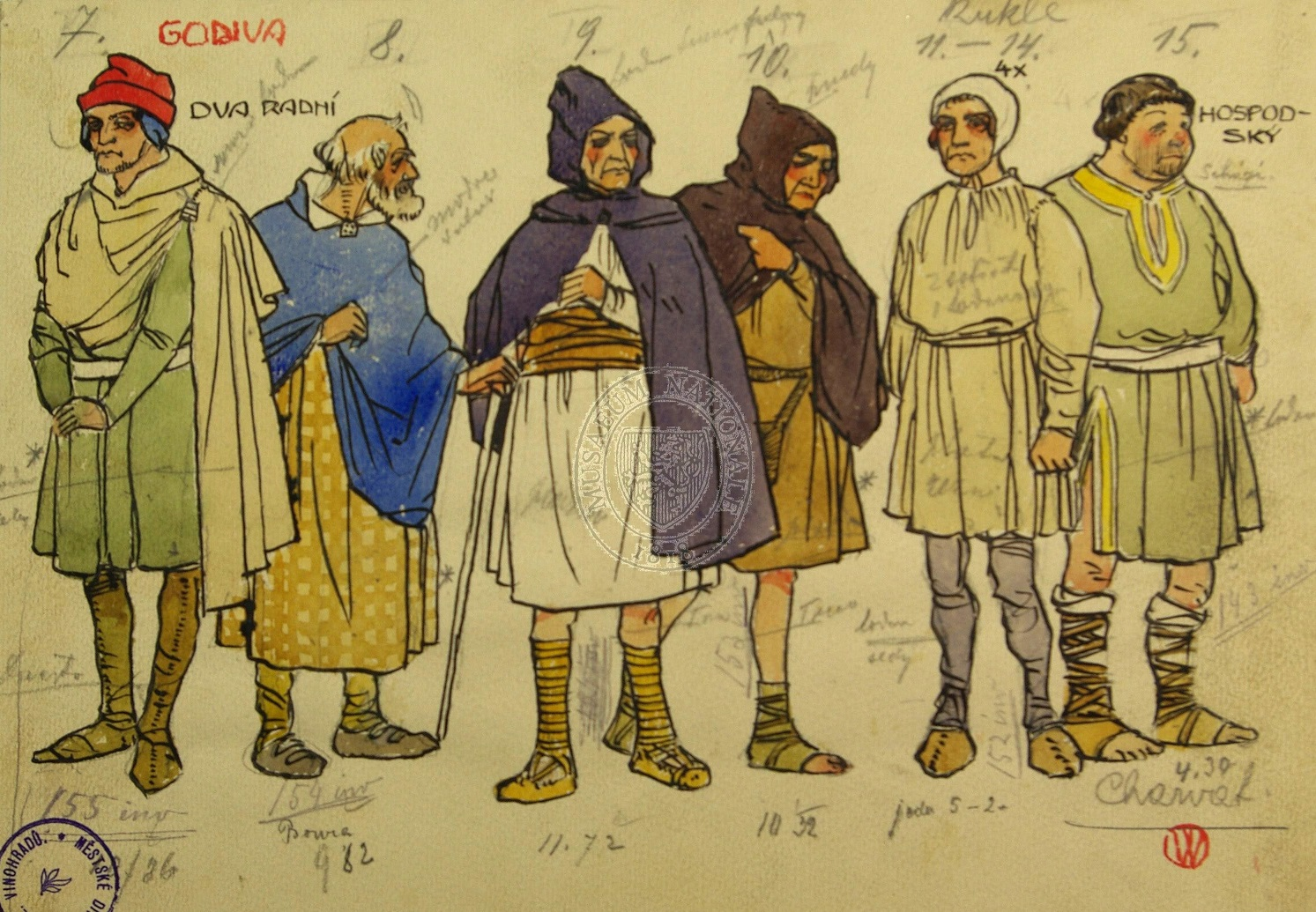
Croquis de costumes

Illustrations

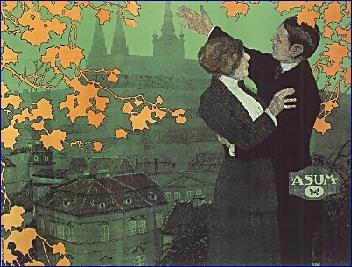
Affiche du film Idyla ze staré Prahy (en)
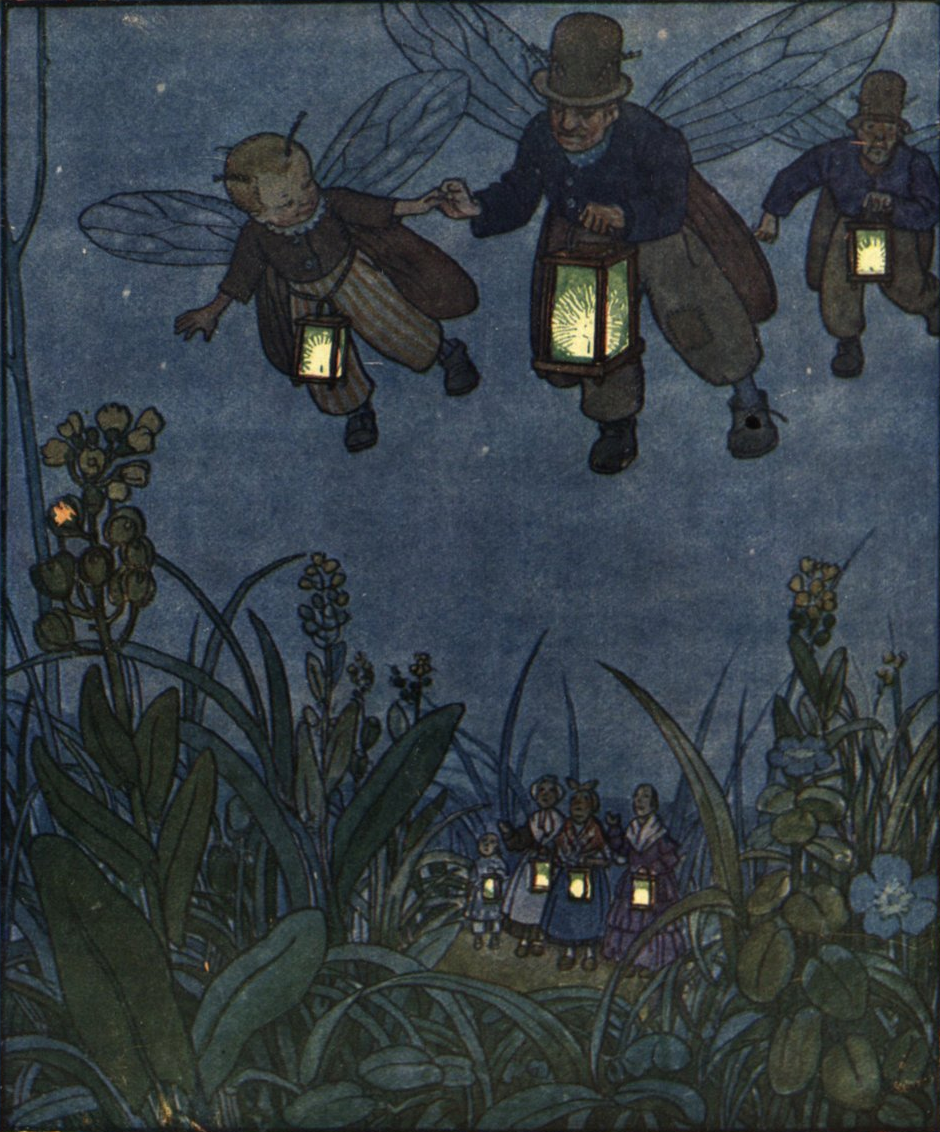
Illustration pour Broučci de Jan Karafiát
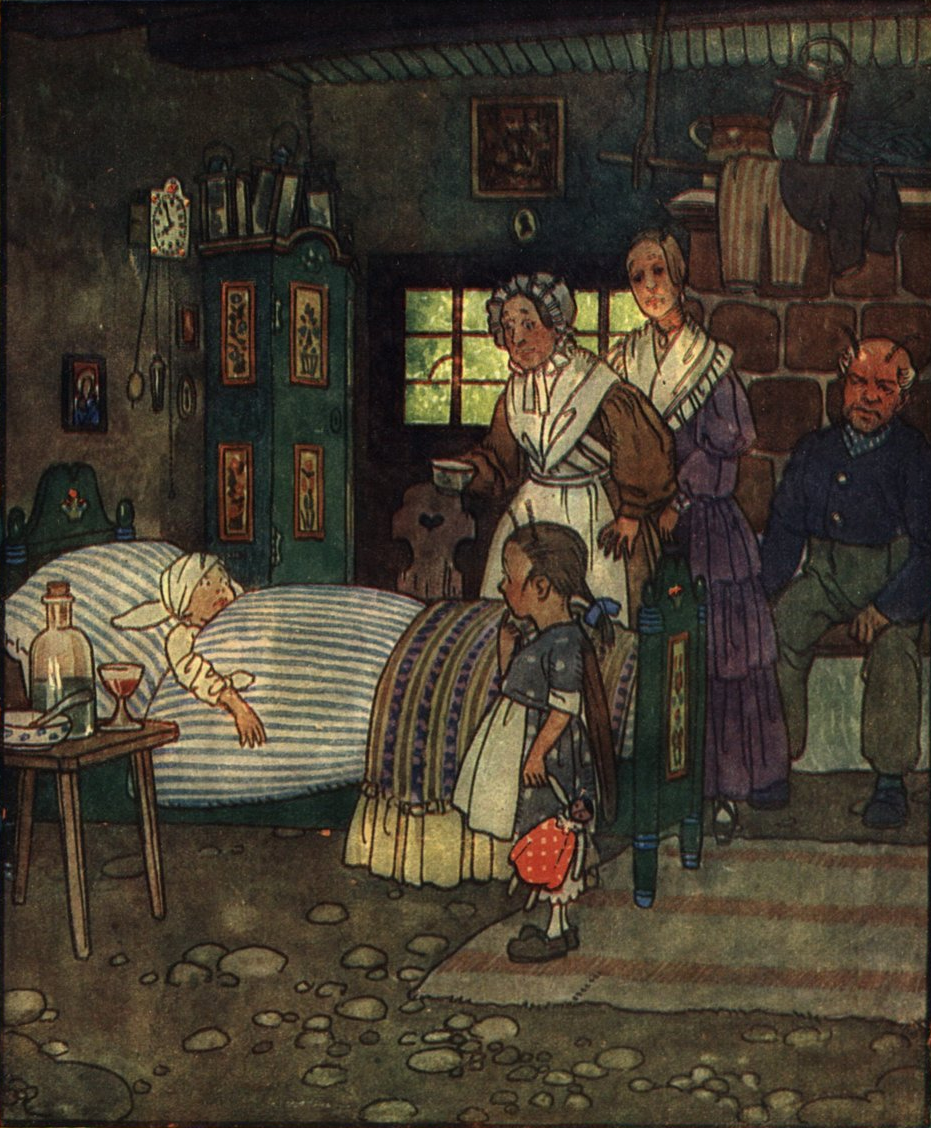
Illustration  pourBroučci de Jan Karafiát
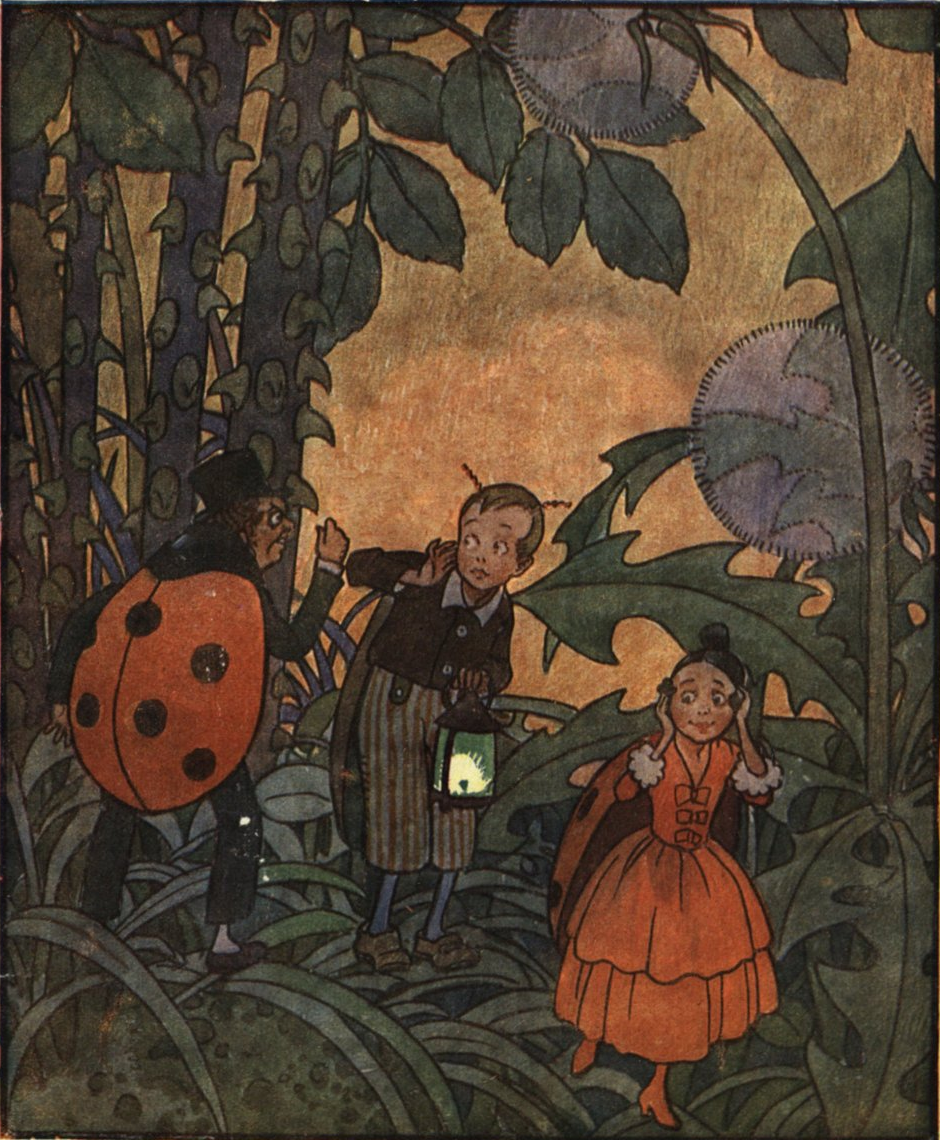
Illustration pur Broučci de  Jan Karafiát
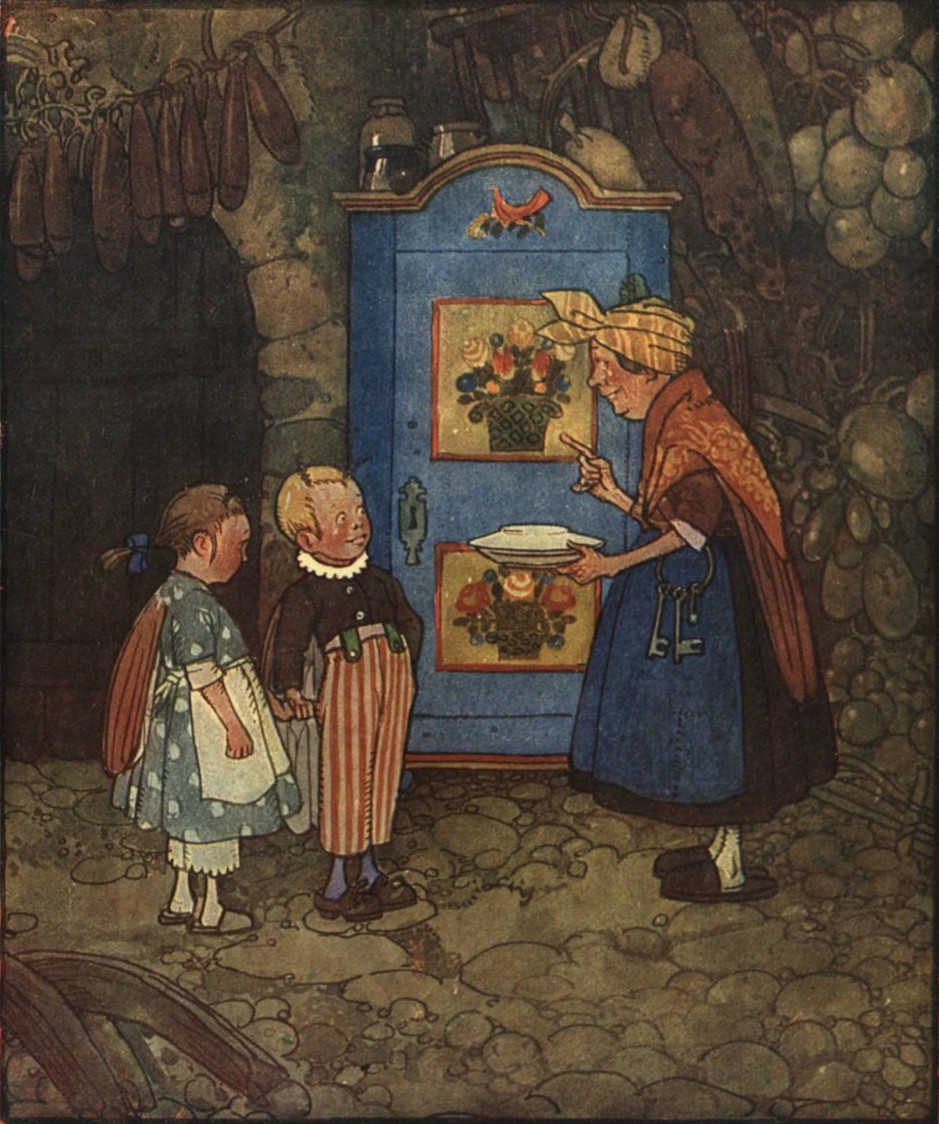
Illustration pour Broučci de Jan Karafiát